# دين سايمور
دين سايمور هو لاعب هوكي الجليد كندي، ولد في 8 ديسمبر 1971 في ساسكاتون في كندا.

## وصلات خارجية
- دين سايمور على موقع EliteProspects.com (الإنجليزية)
- دين سايمور على موقع HockeyDB.com (الإنجليزية)